# Hydrotaea nudispinosa
Hydrotaea nudispinosa este o specie de muște din genul Hydrotaea, familia Muscidae, descrisă de Ma în anul 1992.
Este endemică în Qinghai. Conform Catalogue of Life specia Hydrotaea nudispinosa nu are subspecii cunoscute.